# النهضة الألمانية

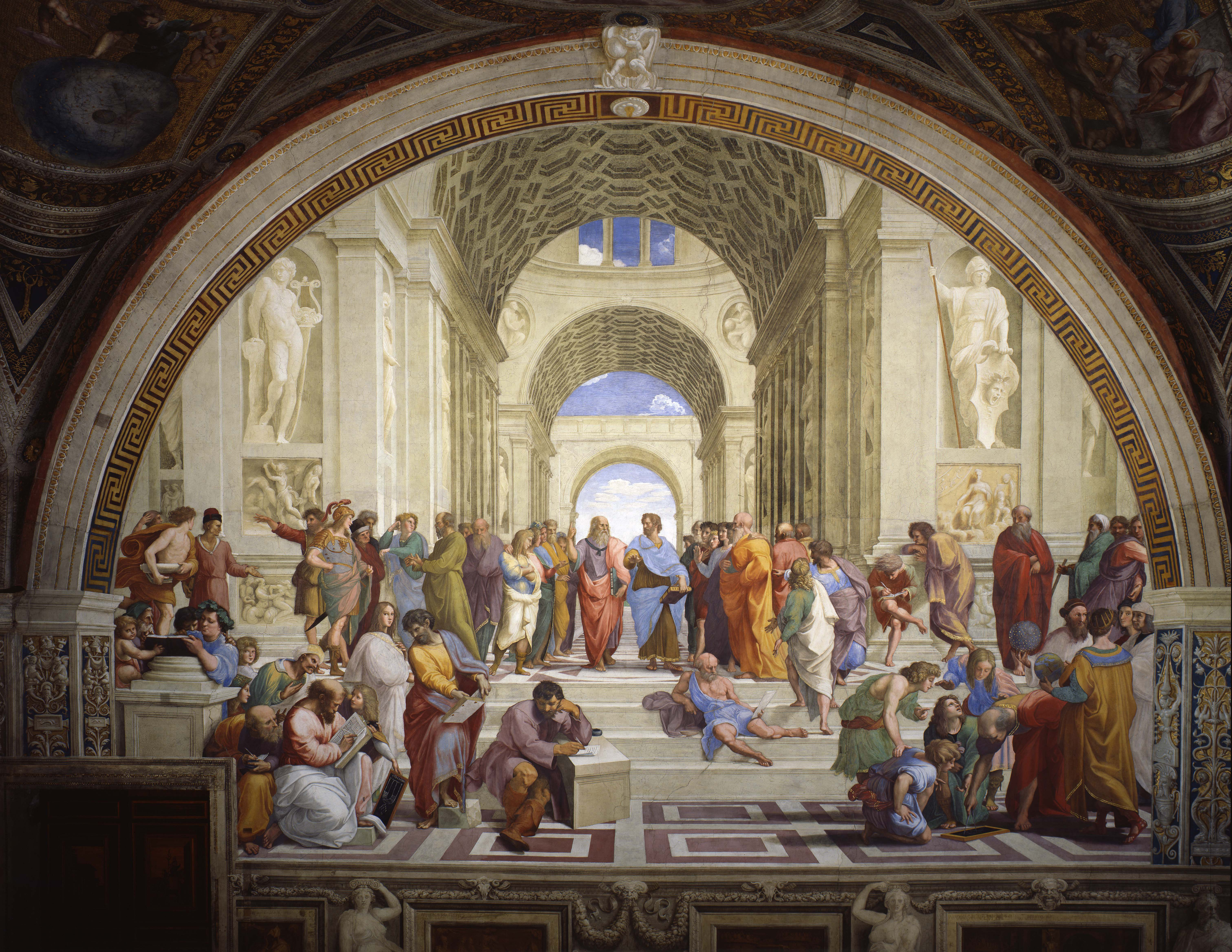
مدرسة أثينا

كانت النهضة الألمانية، جزءًا من النهضة الشمالية، حركةً ثقافيةً وفنيةً انتشرت بين المفكرين الألمانيين في القرنين الخامس والسادس عشر، وقد تطورت عن النهضة الإيطالية. تأثرت العديد من مجالات الفنون والعلوم بشكل ملحوظ بانتشار النهضة الإنسانية في مختلف الولايات والأقاليم الألمانية. إذ حصلت الكثير من التطورات في مجالات العمارة والفنون والعلوم. قدمت خلالها ألمانيا إنجازين هيمنا على كافة أنحاء أوروبا في القرن السادس عشر: الطباعة والإصلاح البروتستانتي.
كان كونراد سلتس واحدًا من أهم المفكرين الانسانيين الألمانيين (1459-1508). درس سلتس في كولونيا وهايدلبرغ، وسافر لاحقًا عبر إيطاليا ليجمع المخطوطات اللاتينية واليونانية. تأثر بشكل هائل بتاسيتس، واستخدم كتابه جيرمانيا ليقدم تاريخ وجغرافية ألمانيا. سخّر في النهاية وقته للشعر، الذي مجد فيه ألمانيا باللغة اللاتينية. كان يوهان روشلين (1455-1522) شخصيةً بارزةً أخرى، إذ درس في أماكن مختلفة من إيطاليا وتعلم لاحقًا اليونانية. درس أيضًا اللغة العبرية، هادفًا إلى تطهير المسيحية، لكنه واجه معارضًة من الكنيسة.
يعد آلبرخت دورر فنان النهضة الألمانية الأكثر أهمية، الذي يُعرف على وجه الخصوص بفن الطباعة الخاص به على الخشيب والنقش، إذ انتشر في أنحاء أوروبا، بالإضافة إلى رسوماته ولوحاته التصويرية. شملت الفنون المعمارية الهامة في هذه الفترة كل من لاندشوت ريزيدنس، وقلعة هايدلبرغ، وقاعة مدينة أوغسبورغ، بالإضافة إلى الأنتيكواريم الخاص بميونخ ريزيدنز في مدينة ميونخ، وهي أكبر قاعة خاصة بالنهضة في شمال جبال الألب.

## خلفية
كانت النهضة مدفوعةً إلى حد كبير بالاهتمام المتجدد في التعلم الكلاسيكي، وتعد أيضًا نتيجةً من نتائج التطور الاقتصادي السريع. في بدايات القرن السادس عشر، كانت ألمانيا (التي تشير إلى الأراضي الموجودة ضمن الإمبراطورية الرومانية المقدسة) واحدةً من أكثر المناطق ازدهارًا في أوروبا، على الرغم من انخفاض مستوى التمدن نسبيًا بالمقارنة مع إيطاليا أو هولندا. استفادت من ثروات بعض القطاعات مثل التعدين، واستخراج المعادن، والأعمال المصرفية وصناعة النسيج. والأهم من ذلك، طُورت طباعة الكتب في ألمانيا، وسيطرت الطابعات الألمانية على تجارة الكتب الجديدة في معظم الدول الأخرى حتى وقت طويل من القرن السادس عشر.